# 栈追踪
在计算机科学领域，栈追踪（英語：stack trace）是对程序运行过程中的某个时间点上活跃栈帧信息的描述。栈追踪也称堆疊回溯（英语： 或 ）。
程序员通常在交互式调试或者事发后调试中使用栈追踪。最终用户则可能在错误信息中看到栈追踪，并且可以选择将其反馈给程序员。

## 语言支持
包括Java和C#在内的很多编程语言都内置相关支持，可以通过系统调用获取当前的栈追踪。C++没有内置此类功能，不过C++用户可以通过第三方库获取栈追踪。JavaScript的异常中有stack属性，包含了抛出处的栈信息。